# Nature Boy
«Nature Boy» — песня, ставшая визитной карточкой Нэта Кинг Коула. Она был выпущена 29 марта 1948 года как сингл лейбла Capitol Records, а позже появилась в альбоме The Nat King Cole Story. Песня была написана в 1947 году прото-хиппи Иденом Ахбезом и содержит автобиографические мотивы. Своеобразная дань уважения наставнику Ахбеза — Биллу Пестеру, который познакомил его с философией естественной жизни на лоне природы (Lebensreform).

## История
Когда Коул выступал в 1947 году в Театре Линкольна, Ахбез хотел представить ему песню, но Коул его проигнорировал. Он оставил копию у камердинера Коула. Коулу она очень понравилась и он захотел записать её, но ему нужно было согласие автора. В конце концов он разыскал Ахбеза.
Запись состоялась 22 августа 1947 года, и в ней участвовал оркестр под управлением Фрэнка Де Вола — штатного аранжировщика Capitol Records. Он использовал струнные и флейту в качестве инструментов в песне, чтобы передать атмосферу трека. Текст песни — это автопортрет Ахбеза и его жизни. Заключительная строчка — «самое великое, что ты когда-либо узнаешь, это просто любить и быть любимым в ответ» — считается острым моментом в песне, причем её интерпретируют по-разному. «Nature Boy» была выпущена на фоне запрета записи Американской федерации музыкантов (AFM) в 1948 году, но стала коммерчески успешной, достигнув вершины музыкальных чартов Billboard и разошлась тиражом более миллиона копий, что помогло развитию сольной карьеры артиста.
Получив признание критиков, «Nature Boy» помогла представить Коула более широкой аудитории, особенно белому музыкальному рынку. В том же году свои версии песни выпустили Фрэнк Синатра и Сара Вон (обе без музыкального сопровождения ввиду бойкота на запись музыки, объявленного в тот период профсоюзами).
В 1999 году песня была удостоена специальной премии Зала славы премии «Грэмми».

## Плагиат
«Nature Boy» также стал предметом судебных исков. Задолго до её появления директор Еврейского Национального театра в Нью-Йорке Герман Яблоков написал песню «Shvayg mayn harts» (שװײג מײן האַרץ, «Be Still, My Heart») для своего спектакля, основанного на его же песне «Койфт-же папиросен». Позже в суде было установлено, что Ахбез адаптировал её для Нэт Кинг Коула. «Nature Boy» стала главным коммерческим успехом и их самих, и других многочисленных исполнителей. В 1951 году Ахбез, ознакомившись с иском от Яблокова, позвонил ему первым и заявил о своей невиновности, объяснив совпадение мелодий тем, что «…слышал, как будто ангелы пели её… в горах Калифорнии». Тем не менее хиппи предложил 10000 $ за отказ от иска в суде. Об этом эпизоде Яблоков вспоминает так:

Я сказал ему, что деньги для меня не самое важное. Я бы хотел, чтобы он признал — песня украдена, и если он действительно услышал её от ангелов, то они, должно быть, тоже сделали копию моей песни.— Neil W. Levin, Herman Yablokoff
В конце концов юристы предложили внесудебное урегулирование за солидную сумму в 25000 $ (227147 $ по курсу 2015 года), и Яблоков согласился.

## Другие версии
Помимо упомянутых выше Синатры и Вон, другие известные кавер-версии записали Майлс Дэвис, Дэвид Боуи (для фильма «Мулен Руж») и Селин Дион (для альбома A New Day Has Come). Песня вошла в совместный альбом Cheek to Cheek джазового исполнителя Тони Беннетта и американской певицы Леди Гаги, выпущенный 23 сентября 2014 года.